# آرثر إل. جونز
آرثر إل. جونز (بالإنجليزية: Arthur L. Jones)‏ هو سياسي أمريكي، ولد في 23 أغسطس 1924، وتوفي في 16 ديسمبر 2003. حزبياً، نشط في الحزب الجمهوري. وقد انتخب عضو داكوتا الجنوبية البيت النواب.